# Ragnarök (série télévisée)
Pour les articles homonymes, voir Ragnarök (homonymie).
Ne doit pas être confondu avec Thor : Ragnarok.
Ragnarök (littéralement « Crépuscule des Dieux », souvent traduit en « Fin du monde ») est une série télévisée de fantasy mythique dano-norvégienne en 18 épisodes de 39–48 minutes créée par Adam Price et diffusée entre le 31 janvier 2020 et le 24 août 2023 sur la plate-forme Netflix,.
La série se déroule dans la ville fictive norvégienne d’Edda. Elle est ternie par la pollution industrielle et le réchauffement climatique, jusqu'à ce qu'un adolescent, Magne (David Stakston), aux pouvoirs de Thor, commence à combattre ce qui risque de détruire la planète. Son frère Laurits (Jonas Strand Gravli) va s'avérer être Loki et l'employée du supermarché une Norne. Gry (Emma Bones) fait tourner la tête de Magne, mais elle lui préfère Fjor (Herman Tommeraas), fils du magnat local, que Laurits aurait aimé séduire. Légendes scandinaves et préoccupations adolescentes s'y entremêlent.

## Résumé saison 1
Magne Seier est un adolescent qui revient à Edda avec sa mère Turid et son demi-frère Laurits après de nombreuses années. Arrivé à Edda, Magne aide un vieil homme à traverser la route. C'est alors qu'une employée du supermarché voisin arrive et lui touche le front, révélant des pouvoirs inimaginables.
Magne découvre petit à petit son nouveau lycée, les amours, les amitiés, ainsi que ses incroyables pouvoirs jusqu'alors restés cachés. Il constate au fur et à mesure qu'il est la réincarnation d'un dieu nordique, et pas n'importe lequel : Thor.
Pour son premier jour au lycée, Magne doit faire un devoir de groupe. Son enseignant le met avec Isolde Eidsvoll, une camarade de classe militante écologiste, et Gry, une autre camarade dont le charme et l'intelligence ne laisse pas Magne indifférent. Ensemble, ils travaillent sur plusieurs sujets, et tous trois deviennent très amis.
Un jour, Magne et Isolde, après avoir travaillé sur un exposé consacré à la fonte des glaces, décident d'aller explorer un glacier voisin. Mais Magne est forcé de rentrer chez lui car son demi-frère le prévient par téléphone que sa mère est tombée gravement malade. Rentré en urgence chez lui, Magne constate qu'il s'agissait d'une mauvaise farce de Laurits.
Il part alors en randonnée afin de rejoindre Isolde, et finit par la retrouver, en parapente, descendant vers les poteaux électriques de la ville. Il lui crie de tourner mais son amie fonce droit vers les poteaux et est frappée à mort par électrocution. Magne court vers l'endroit où Isolde s'est effondrée, et constate qu'il n'y a plus rien à faire. Dévasté, il rentre chez lui, et dans un accès de rage, il lance le vieux marteau de son défunt père. Des éclairs retentissent, et le marteau atterrit dans le pare-brise de la voiture de Vidar Jutul, richissime magnat de la finance et voisin de Magne. Son épouse est la proviseure du lycée d'Edda, où deux de ses enfants y sont scolarisés.
Témoin de cet événement surnaturel, Vidar comprend que Magne est spécial. Il met en place avec sa famille et ses amis un plan. Un soir, il invite Magne, sa mère et son demi-frère Laurits à venir dîner chez eux. Il verse dans le verre de Magne une boisson spéciale en la faisant passer pour de l'eau : de l'hydromel. Or, seuls les dieux peuvent boire cette boisson. Un humain buvant l'hydromel meurt sur le coup.
Magne boit son verre, puis va dans la salle de bains et se regarde dans le miroir. Il constate qu'il se voit plus âgé, musclé, barbu, sale, couvert de cicatrices et de poussière sur le visage, comme s'il revenait de la guerre. Lorsqu'ils voient Magne revenir de la salle de bains, normal et vivant, Jutul et son entourage ont la preuve qu'il est un dieu, comme eux.
Quelques semaines plus tard, Vidar Jutul prend une décision. Il ne tolère plus que sa famille, tous des réincarnations de dieux, noue des liens avec des humains. Il ordonne donc à sa fille Saxa et son fils Fjor de briser les relations qu'ils ont noué avec les humains. Saxa se fâche volontairement avec sa meilleure amie, qui n'est autre que Gry. Fjor, quant à lui, a plus de mal, car il est amoureux de Gry. Son père lui ordonne de rompre avec Gry le jour du discours de sa mère, afin d'inaugurer le hangar à bateaux du lycée nouvellement construit.
Le matin, peu avant l'inauguration, Fjor emmène Gry près du hangar à bateaux, et lui révèle la vérité. Ses pupilles deviennent jaunes, prouvant à Gry que ce qu'il dit est vrai. Gry est  terrifiée, ce que ressent Magne, qui décide de se rendre lui aussi au hangar. Il confronte Fjor et tous deux se battent violemment. Gry tente de les séparer comprenant que Magne et Fjor s'affrontent plus par rivalité amoureuse qu'autre chose.
Vidar arrive peu après et arrête la bagarre. Il accuse Magne d'avoir agressé son fils et l'étrangle. En essayant de se défendre, Magne déchaîne ses pouvoirs sur Vidar et le tue accidentellement par électrocution sous les yeux sidérés de Fjor et de Gry. Les pompiers arrivent et tentent d'arrêter Magne pour meurtre, mais ce dernier réussit à s'enfuir, tandis que Vidar est mis en bière dans un corbillard.

## Résumé saison 2
Traqué par la police norvégienne pour le meurtre du puissant et influent financier Vidar Jutul, Magne Seier se réfugie dans un supermarché. Il rencontre l'employée, qui, en lui touchant le front, lui a fait découvrir ses pouvoirs. L'employée, nommée Wenche, se transforme en aigle et emmene Magne dans un monde parallèle, le royaume des dieux nordiques.
Wenche, en réalité une Norne, révèle à Magne que Vidar Jutul est la réincarnation de Vidar. Grâce à sa puissance et son influence sur la société humaine via l'empire financier Jutul, Vidar et son entourage envisagent de prendre indirectement le contrôle du monde et de renverser son père Odin. Odin dont la réincarnation n'est autre que Wotan Wagner, vieil homme qui a traversé la route avec l'aide de Magne lors de son arrivée à Edda.
Wenche révèle également à Magne que son destin est de détruire l'empire Jutul par tous les moyens, et que le crime accidentel qu'il a commis est écrit, étant le destin de Thor. Elle explique à Magne que les Jutul, véreux et sans scrupules, corrompent avec leurs lobbys tous les pays du monde, les démocraties et les dictatures, de gauche et de droite. Ils sèment la pollution et détruisent la nature avec leurs industries, s'accaparent les ressources et richesses de la planète avec pour seul but le profil exclusif et la domination des multinationales sur les états, ne se soucient guère du réchauffement climatique.
Wenche explique aussi à Magne que les Jutul disposent de milices chargées d'intimider, de corrompre et d'éliminer tout forme d'opposition à leur influence. L'amie de Magne, Isolde Eidsvoll, activiste écologiste morte dans un mystérieux accident, est l'une de leurs victimes : enquêtant sur les pots-de-vins reçus par le gouvernement norvégien afin de permettre à Vidar Jutul d'installer ses industries à travers le pays sans normes ni réglementations, Isolde a été capturée par des miliciens aux ordres de Vidar, ligotée à un parapente et lancée en direction de lignes à haute tension, afin de faire disparaitre une potentielle lanceuse d'alerte gênante.
Pour finir, Wenche annonce à Magne qu'il doit se préparer à une bataille mondiale contre l'empire financier Jutul, rassembler des alliés et créer son arme, Mjölnir.
Mais les Jutuls dirigent un conseil de guerre et déterrent le corps de Vidar Jutul. Avec leurs pouvoirs, ils le ressuscitent sous la nouvelle identité de Fárbauti.
Fjor, son fils, décide de quitter l'empire Jutul, de céder ses parts, et de vivre isolé dans la montagne avec sa nouvelle petite amie Gry.
Magne revient sur Terre et se rend à la police. Durant le procès qui s'ensuit, il informe sa mère Turid et son beau-frère Laurits qu'il est Thor réincarné. Turid lui révèle alors qu'elle a eu une relation amoureuse dans sa jeunesse avec Vidar Jutul, et qu'elle a eu un enfant avec lui : Laurits.
Les Jutul renoncent à porter plainte contre Magne, et il est finalement acquitté et réintégré dans la société. La "mort" de Vidar est reconnue par la justice comme étant une électrocution accidentelle. À la sortie du tribunal, Laurits rencontre son père, sous sa nouvelle identité de Fárbauti, le reconnaît, et le serre dans ses bras.

## Distribution
Source et légende : version française (VF) sur RS Doublage et  Doublage Séries Database

### Acteurs principaux
- David Stakston (VF : Maxime Coudour) : Magne Seier / Magnus / Thor
- Jonas Strand Gravli (no) (VF : Julien Alluguette) : Laurits Seier / Loki
- Herman Tømmeraas (VF : Felix Kysyl) : Fjor Jutul
- Theresa Frostad Eggesbø (VF : Jeanne Ruff)  : Saxa Jutul / Járnsaxa
- Emma Bones (VF : Laëtitia Demortière) : Gry
- Henriette Steenstrup (VF : Raphaëlle Cambray) : Turid Seier
- Gísli Örn Garðarsson (VF : Philippe Valmont) : Vidar Jutul / Fárbauti
- Synnøve Macody Lund (VF : Isabelle Gardien) : Rán Jutul
- Odd-Magnus Williamson (VF : Hugues Boucher)  : Erik
- Tani Dibasey (VF : Geoffrey Loval) :  Oscar
- Kornelia Eline Skogseth (VF : Florie Auclerc)  : Hilde

### Acteurs secondaires
- Anne Linnestad Eli (VF : Colette Venhard) : Wenche
- Jeppe Beck Laursen : l’animateur de radio
- Karoline Petronella Ulfsdatter Schau : Jenny
- Rozerin Algunerhan : Aicha
- Iselin Shumba Skjævesland : Yngvild
- Geir-Atle Johnsen (VF : Antoine David-Calvet) : Nygaard
- Fridtjov Såheim : Sindre
- Danu Sunth : Iman / Freyja
- Ylva Bjørkaas Thedin : Isolde
- Gro Ann Uthaug : Flagstad
- Line Verndal : Bjørg
- Kyrre Haugen Sydness : Jan
- Jonas Hoff Oftebro : Toke
- Johannes Gjessing : Rasmus
- Bjørn Sundquist (VF : Patrick Bonnel) : Wotan Wagner / Odin
- Kathrine Thorborg Johansen (VF : Capucine Lespinas) : Ida Storlien
- Vebjorn Enger (VF : Vincent Leprette) : Jens
- Benjamin Helstad : Harry / Týr

## Production

### Développement
Le 11 novembre 2021, Netflix annonce que la série est renouvelée pour une troisième et dernière saison.

### Tournage

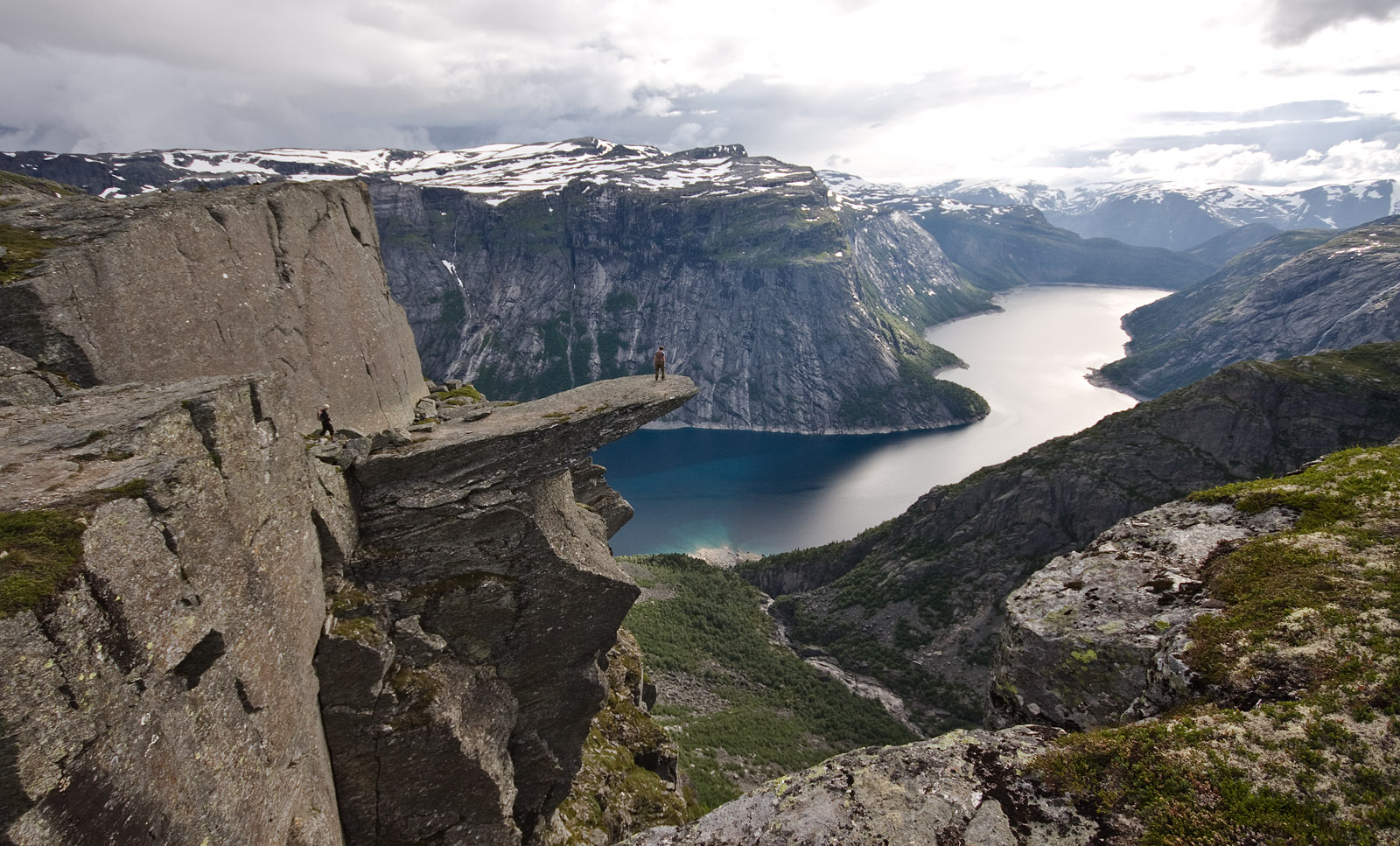
Vue sur le Trolltunga, où Vidar (Gísli Örn Garðarsson) crie nu sur « la langue du troll ».

Le tournage débute en mars 2019 à Odda dans le comté de Hordaland en Norvège.
Le tournage de la deuxième saison débute en septembre 2020.

### Fiche technique
Sauf indication contraire, les informations mentionnées dans cette section peuvent être confirmées par la base de données cinématographiques IMDb,  présente dans la section « Liens externes ».
- Titre original : Ragnarök
- Création : Adam Price (danois)
- Casting : Ellen Michelsen
- Réalisation : Mogens Hagedorn (danois) et Jannik Johansen
- Scénario : Simen Alsvik, Emilie Lebech Kaae, Adam Price, Christian Gamst Miller-Harris, Marietta von Hausswolff von Baumgarten et Jacob Katz Hansen
- Musique : Halfdan E
- Décors : Mette Rio
- Costumes : Tanja Eleonora Spang
- Photographie : Philippe Kress
- Montage : Elin Pröjts, Lars Wissing et Mogens Hagedorn
- Production : Tanja Eleonora Spang

Production déléguée : Adam Price et Meta Louise Foldager Sørensen
- Société de production : SAM Productions
- Société de distribution : Netflix
- Pays d’origine :  Danemark /  Norvège
- Langue originale : norvégien
- Format : couleur
- Genre : drame, fantastique
- Durée : 39–46 minutes
- Date de diffusion : Monde : 31 janvier 2020 sur Netflix

## Épisodes

### Première saison (2020)
Les six épisodes de la première saison sont diffusés le 31 janvier 2020.
1. Le Nouveau (Ny gutt)
2. 541 mètres (541 meter)
3. Jutulheim (Jutulheim)
4. Ginnungagap (Ginnungagap)
5. Numéro atomique 48 (Atomnummer 48)
6. Oui, nous aimons ce pays (Ja, vi elsker dette landet)

### Deuxième saison (2021)
Les six épisodes de la deuxième saison sont diffusés le 27 mai 2021.
1. Frères d'armes (Brothers in Arms)
2. Où est passé la gentille vieille dame ? (Hva skjedde med den snille, gamle damen?)
3. Le Pouvoir au peuple (Power to the People)
4. Dieu reste Dieu (Gud er Gud, om alle mann var døde)
5. Apprend à te connaître (Kjenn deg selv)
6. L'amour est la seule réponse (All You Need Is Love)

### Troisième saison (2023)
Les six épisodes de la troisième saison sont diffusés le 24 août 2023.
1. La guerre est finie (War is Over)
2. Jusqu'à ce que la mort nous sépare (Til døden skiller oss ad)
3. Le Reniement (Losing My Religion)
4. Mon précieux (My Precious)
5. Un adieu aux armes (Farvel til våpnene)
6. Ragnarök (Ragnarok)

## Univers de la série

### Personnages
- Magne Seier : l'adolescent et personnage principal de la série est la réincarnation du dieu du Tonnerre, Thor.
- Laurits Seier : le demi-frère de Magne, fils de Vidar, père du Serpent de Midgard Jörmungand est la réincarnation de Loki.
- Fjor Jutul : le « fils » de Vidar et de Rán, appartenant à la famille Jötunn de la mythologie nordique.
- Saxa Jutul : la « fille » de Vidar et de Rán, la géante (jötunn) Járnsaxa. Un temps, elle devint la petite amie de Magne dans la saison 3.
- Gry : la jeune lycéenne, dont sont épris Magne et Fjor. Petite amie de Fjor dans la saison 1 et 2, avant de quitter Edda.
- Turid Seier : la mère de Magne et de Laurits. Mariée à Erik Eidsvoll dans la saison 3.
- Vidar Jutul : le « père » et directeur de l'entreprise, le géant (jötunn) Fárbauti.
- Rán Jutul : la « mère » et proviseure de lycée.
- Iman Reza: une amie de Magne, réincarnation de la Déesse de l'Amour et de la Guerre, Freyja.
- Harry: petit ami d'Iman, réincarnation du Dieu de la Guerre, Tyr.
- Jens: jeune homme travaillant au Edda Grillen, intérêt amoureux puis petit ami de Laurits, réincarnation du Dieu de la Beauté, Baldr.
- Wotan Wagner: vieillard sage et borgne, réincarnation du Roi des Dieux, Odin.
- Kiwi: ami proche de Wotan, réincarnation du gardien du Bifröst, Heimdall.
- Signy: petite amie de Magne dans la saison 3.
- Isolde Eidsvoll: ancienne meilleure amie de Magne, décédée dans la saison 1.
- Erik Eidsvoll: père d'Isolde, intérêt amoureux puis mari de Turid dans la saison 3.
- Höd: un garçon devenu aveugle à cause d'une flèche lancée par Rán, réincarnation du dieu aveugle Höd de la mythologie nordique.

### Animaux
- Trym : le chien de l'enfer, envoyé par Vidar qui attaque Magne dans la montagne (épisode 4), est un lévrier écossais.
- Jörmungand : le serpent géant de Midgard est un des trois enfants de Loki.

### Revue de presse
- « Casse-tête danois. », Courrier international no 1526, Courrier international S.A., Paris, 10 janvier 2020, p. 60-61,  (ISSN 1154-516X).